# Dewoitine D.332 / D.333

## Diseño y desarrollo
El Dewoitine D.332 era un trimotor de transporte comercial monoplano de ala baja en voladizo de construcción totalmente metálica El piloto y el copiloto estaban sentados uno al lado del otro en una cabina ubicada delante del borde de ataque del ala . Una estación de operador de radio estaba ubicada detrás de los pilotos y tenía una cabina de pasajeros para ocho pasajeros. El tren de aterrizaje disponía de carenados tipo pantalón en las patas del tren principal. Este avión fue diseñado para cumplir con los requisitos de Air France para su uso en la ruta a la Indochina francesa .

## Operaciones
El avión pilotado por el jefe de pilotos de pruebas de la compañía Marcel Doret voló por primera vez el 11 de julio de 1933 propulsado por tres motores radiales Hispano-Suiza 9V ( Wright R-1820 Cyclone 9 construido bajo licencia). El prototipo nombrado Émeraude (Esmeralda) realizó vuelos de demostración por algunas capitales europeas. El Émeraude obtuvo un récord mundial el 7 de septiembre de 1933 cuando voló una distancia de 1000 km con una carga útil de 2000 kg a una velocidad promedio de 159,56 km/h.

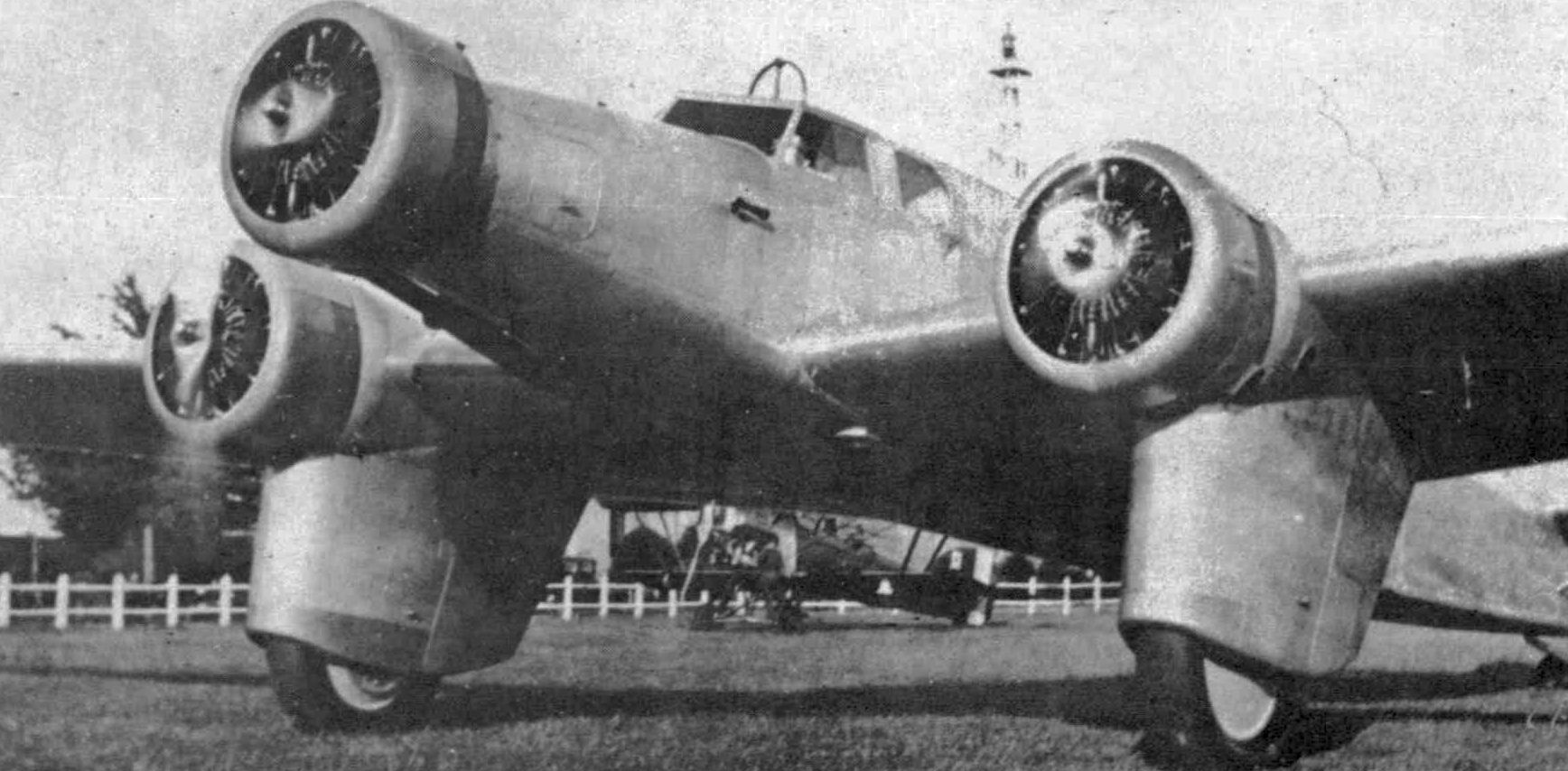
Dewoitine D.332. Foto de NACA-AC-185, 1 de diciembre de 1933

Diseñado para cumplir con los requisitos de Air France para su uso en la ruta a la Indochina francesa, el avión partió hacia Saigón el 21 de diciembre de 1933 en un vuelo de prueba, llegando a su destino el 28 de diciembre de 1933. En el vuelo de regreso, cuando estaba a solo 400 km de su destino, el aeropuerto de Le Bourget, el F-AMMY Émeraude chocó contra una colina cerca de Corbigny durante una violenta tormenta de nieve y resultó destruido. A pesar del accidente, Air France decidió ordenar tres de una versión mejorada denominada D.333. El Dewoitine D.333 era una versión de diez asientos más pesada y reforzada, pesaba 1650 kg más a plena carga. Los tres D.333 se utilizaron en el sector Toulouse - Dakar de la ruta sudamericana de Air France durante varios años.
Al acordarse el Armisticio del 22 de junio de 1940, las autoridades argentinas, presionadas por el gobierno de los Estados Unidos, incautaron los dos D.333 que antes del estallido de la guerra estaban asignados a la línea Natal-Buenos Aires y que provisoriamente estaban almacenados, junto con dos D.338. 
Otros dos de estos aviones realizaron durante la Guerra civil española viajes de transporte fletados por el gobierno de la República española, con colores y matrículas francesas; uno de ellos se perdió en las costas españolas por causas no aclaradas.
Accidente del D.332 Émeraude
El 15 de enero de 1934, mientras volaba desde Lyon , Francia, al aeropuerto de París-Le Bourget, el tramo final de un vuelo que comenzó el 5 de enero en Saigón en la Indochina francesa con escalas en Karachi, Bagdad, Marsella y Lyon, el prototipo Émeraude, operado por Air France y registrado como F-AMMY, se estrelló durante una tormenta de nieve en las cercanías de Corbigny , Borgoña, falleciendo los diez ocupantes a bordo; entre ellos se encontraban el Vicepresidente Ejecutivo de Air France, Maurice Noguès, el Gobernador General de la Indochina francesa, Pierre Pasquier y Emmanuel Chaumé, director general de Aviación Civil. El choque contra la ladera de una montaña, probablemente ocurrió debido a la poca visibilidad y a la formación de hielo en las alas.

## Variantes

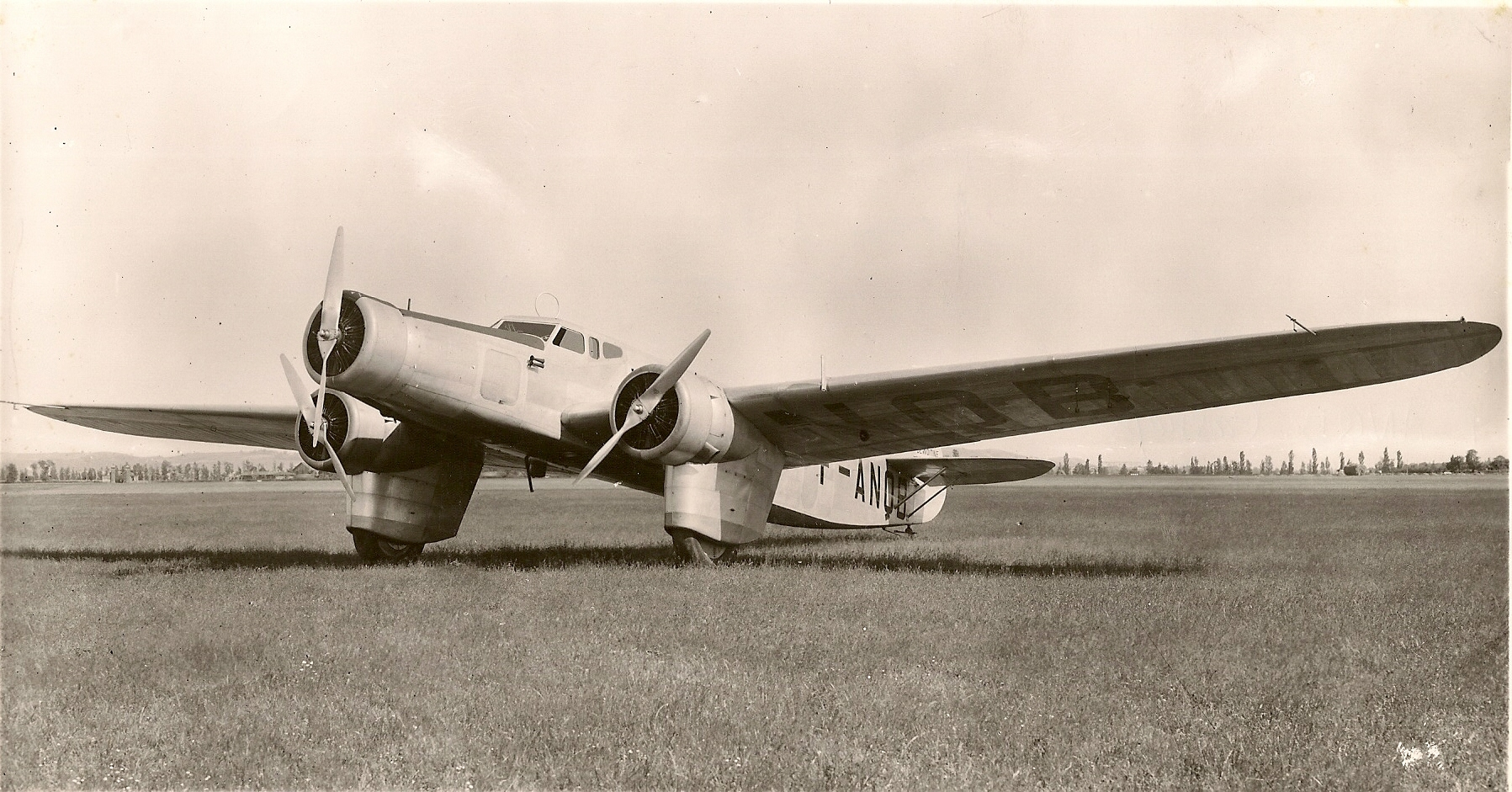
Dewoitine D.333 F-ANQB Cassiopée, 1939

Dewoitine D.332
Emeraude, avión prototipo de ocho plazas
Dewoitine D.333
Avión de producción 3) con diez plazas
Dewoitine D.338
Versión mejorada con tren de aterrizaje retráctil

## Especificaciones técnicas (D.332)
Referencia datos: Enciclopedia Ilustrada de la Aviación Vol.6 pag. 1438 Ed. Delta, Barcelona 1984 ISBN 84-85822-60-9

### Características generales
- Tripulación: 3
- Capacidad: 8
- Longitud: 18,95 m
- Envergadura: 29,00 m
- Altura: 5,35 m
- Superficie alar: 80,00 m²
- Peso vacío: 5280 kg
- Peso máximo al despegue: 9350 kg
- Planta motriz: 3× radial  de 9 cilindros sobrealimentado, refrigerado por aire Hispano-Suiza 9V (Wright R-1820 Cyclone 9 construido bajo licencia).
  - Potencia: 419 kW (578 HP; 570 CV) cada uno.

### Rendimiento
- Velocidad nunca excedida (Vne): 300 km/h
- Velocidad crucero (Vc): 250 km/h
- Alcance: 2000 km
- Techo de vuelo: 6300 m
- Régimen de ascenso: 4000 m en 17 min 30 s